# Нидерландски пословици
„Нидерландски пословици“ е картина на Питер Брьогел Стария от 1559 г., изпълнена с маслени бои върху дърво и представяща земя, населена с образи на съвременници на художника в сцени, възпроизвеждащи буквално множество фламандски пословици и притчи. Картината днес е притежание на Държавния музей в Берлин.
Във времето на Брьогел пословиците са популярен жанр: публикувани са много сборници с пословици, включително и един сборник на антверпенски книжар, публикуван прибилизително по същото време. Около 1558 година фламандският гравьор Франц Хогенберг завършва своя гравюра, изобразяваща около 40 пословици. Самият Брьогел също използва тази стилистика в по-ранни свои творби като „Големите риби изяждат по-малките“ от 1556 година, ала с размерите си от 117×163 cm, „Нидерландски пословици“ се смята за първата голямоформатна картина на тази тема.
Картината, която в каталога на антверпенския колекционер Питър Стивънс е влязла под името „Опак свят“, прелива от символика и отпратки към живота и бита във Фландрия през 16 век. Тъй като много от поговорките продължават да се ползват и до днес почти непроменени, повечето от сцените са разгадани и за сравнително малко има колебания в интерпретацията. Някои монографии, посветени на Брьогел, изброяват повече от сто поговорки, басни, крилати фрази и шеговити подмятания, отразени в картината, като много от сцените съдържат по две и дори три сюжетни линии. Преобладават пословиците, с които се осмиват глупавите постъпки и дейното усърдие без влагане на разум, насочено към непостижима цел. Темите за абсурда, пороците и глупостта на човека са характерни за творбите на Брьогел и тази картина не е изключение.
Брьогел рисува картината, когато е на 34 години, но в нея вече се е утвърдила една от основните особености на стила на художника: точното улавяне и предаване на позите и движенията на героите, което в случая още повече усилва усещането за безсмислеността на техните действия. В контраст с осмяната глупост на постъпките им, лицата на изобразените персонажи са необикновено сериозни и важни. Облеклото и покъщината са изобразени в най-големи детайли и говорят за дълга подготовка, предхождала рисуването на картината и изучаването на обектите от натура. Хуморът в „Нидерландски пословици“ вероятно е бил веднага откриван от съвременниците на художника, които са го наричали с прякорите „Веселяка“ и „Шегобиеца“. И макар поотделно всяка сцена да носи хумор, общото усещане от картината е за една трагична сатира на епохата.

## Детайли от картината
| Пословица / Значение | Детайл |
| --- | ------ |
| Да можеш дори дявола да вържеш за възглавница. С упорство всичко се постига. |        |
| Да гризеш колоната. Да бъдеш лицемер по отношение на религията. |        |
| Да носиш огън с едната си ръка и вода – в другата. Да бъдеш двуличен и да предизвикваш беди. |        |
| Да си блъскаш главата в тухлена стена. Да се опитваш да постигнеш невъзможното. |        |
| Единият крак обут, другият – бос. Равновесието е от първостепенно значение. |        |
| Свинята издърпа чепа. Нехайството се наказва с нещастие. |        |
| Да вържеш звънче на котката. Да проявиш недискретност относно планове, които следва да бъдат тайни. Да бъдеш въоръжен до зъби. Да бъдеш тежко въоръжен. Да гризеш желязото. Да бъдеш самохвален, недискретен. |        |
| Един стриже овце, друг – свине. Един печели всичко, друг – нищо. |        |
| Стрижи ги, но не ги дери. Не си насилвай късмета. |        |